# Sphex

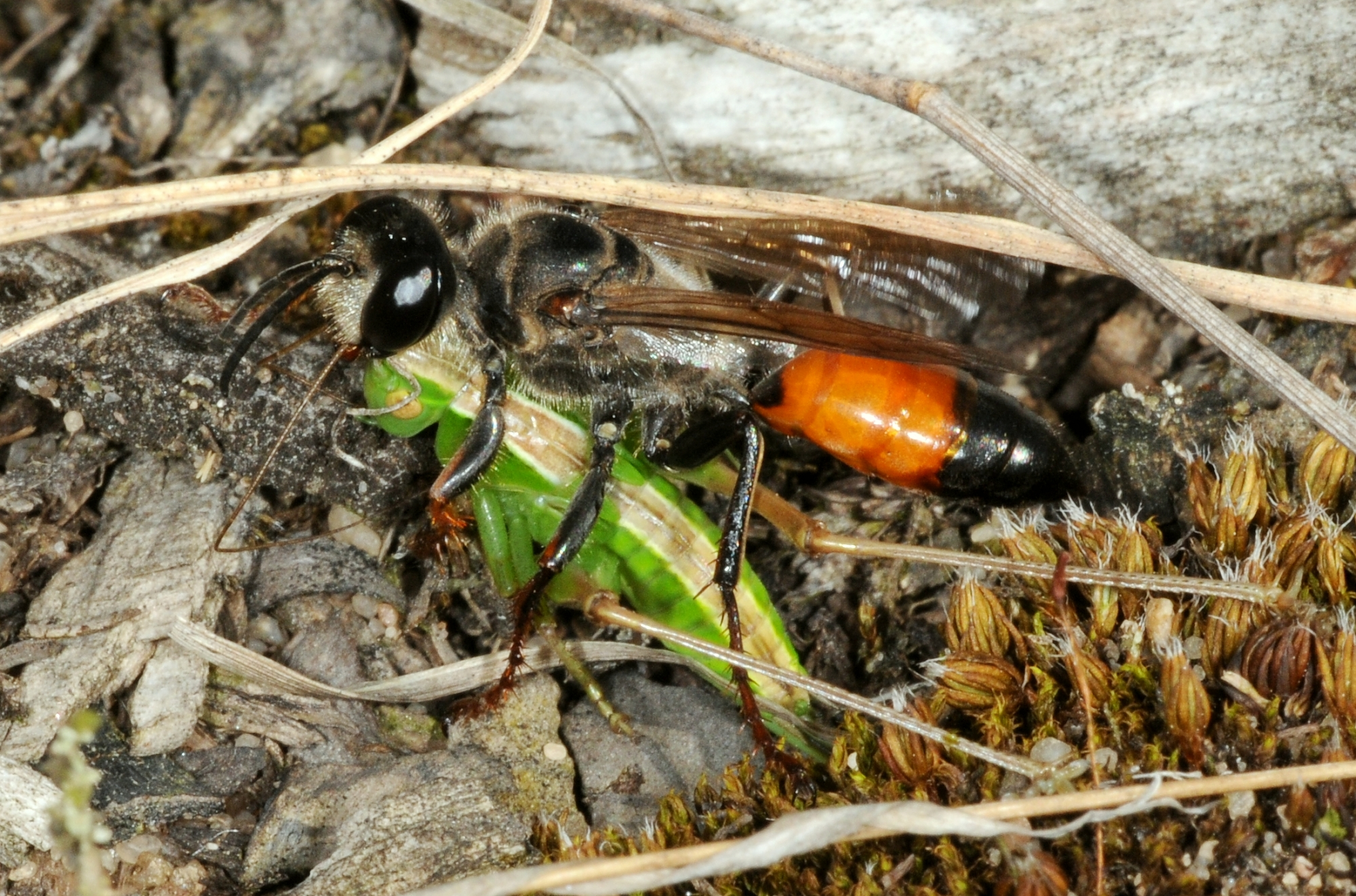
Heuschreckensandwespe beim Transport einer Zweifarbigen Beißschrecke

Sphex ist eine Gattung der Grabwespen (Spheciformes) aus der Familie Sphecidae. Die weltweit verbreitete Gattung umfasst 100 Arten. In der Paläarktis sind 15 Arten vertreten, in Europa kommen fünf Arten vor.

## Merkmale
Die Gattung umfasst neben kleinen meist große bis sehr große Arten. So zählen manche Arten zu den größten Hautflüglern überhaupt. Die Tiere sind schwarz und rot gefärbt und haben Ähnlichkeit mit Kurzstielsandwespen (Podalonia) und Sandwespen (Ammophila). Anders als diese haben sie jedoch einen kürzeren Stiel an der Hinterleibsbasis, zweizähnige Klauen und eine andere Flügeladerung.

## Lebensweise
Die Weibchen legen ihre Nester meist in sandigem oder steinigem Boden an. Es gibt aber auch Arten, die in Erde, Mauerfugen oder hohlen Stängeln nisten. Bei Nestern in Stängeln werden die Zellen hintereinander angelegt und durch zerkleinertes Pflanzenmaterial abgetrennt. Nester im Boden liegen am Ende einer 10 bis 15 Zentimeter langen Röhre und enden in einer waagerecht oder schräg liegenden Zelle. Die Brut wird mit Lang- und Kurzfühlerschrecken versorgt. Die Imagines sind in ihren Bewegungen auffallend träge. Sie suchen ihre Beute sowohl zu Fuß, als auch fliegend. Flüchtenden Heuschrecken wird nachgeflogen. Es kommt nicht selten vor, dass während der Suchflüge Objekte wie Blätter oder Zweige, die gewisse Ähnlichkeit mit Beutetieren haben, und sogar Schatten angegriffen werden. Die Beutetiere werden zunächst, auf ihrem Rücken sitzend, mit weit nach vorne gekrümmtem Hinterleib in die Gelenkhäute der Hüften der Vorderbeine gestochen, anschließend wird ein zweiter Stich in die Hüfte der mittleren oder meist hinteren Beine gesetzt. Versucht die Heuschrecke dabei mit Sprüngen zu fliehen, klammert sich das Weibchen trotzdem an ihrem Opfer fest. Ist das Opfer betäubt wird es mit den Mandibeln an den Fühlerbasen gepackt und in der Regel gehend zum Nest transportiert. Nicht selten werden den Tieren auch teilweise Beine abgebissen.

## Arten (Europa)
- Sphex atropilosus Kohl, 1885
- Sphex flavipennis Fabricius, 1793
- Sphex funerarius Gussakovskij, 1934
- Sphex leuconotus Brulle, 1833
- Sphex pruinosus Germar, 1817

## Belege